# Новоподзорново
Новоподзорново — село в Тяжинском районе Кемеровской области. Входит в состав Новоподзорновского сельского поселения.

## География
Центральная часть населённого пункта расположена на высоте 262 метров над уровнем моря.

## Население
По данным Всероссийской переписи населения 2010 года, в селе Новоподзорново проживает 604 человека (294 мужчины, 310 женщин).